# المحكمة الاتحادية العليا (إثيوبيا)
المحكمة الاتحادية العليا أعلى سلطة قضائية في إثيوبيا. يوصي رئيس الوزراء بتعيين رئيسها ونائبه؛ ويعتمد تعيينهما مجلس نواب الشعب. أما القضاة الاتحاديون الآخرون، فيختارهم مجلس القضاء الإداري الاتحادي، ويقدم رئيس الوزراء المرشحين إلى مجلس نواب الشعب لتعيينهم.